# راي س. دوغرتي
راي س. دوغرتي (بالإنجليزية: Ray C. Dougherty) هو لغوي أمريكي، ولد في 1941 في نيويورك في الولايات المتحدة.